# Mistrzostwa Europy U-19 w Piłce Nożnej Kobiet 2010
Mistrzostwa Europy U-19 w piłce nożnej kobiet 2010 – odbyły się w dniach od 25 maja do 5 czerwca 2010 w Macedonii.

## Uczestnicy
- Anglia
- Francja
- Hiszpania
- Holandia
- Macedonia
- Niemcy
- Szkocja
- Włochy

## Stadiony
| Miasto   | Nazwa stadionu                   |
| -------- | -------------------------------- |
| Skopje   | Arena Narodowa                   |
| Skopje   | Stadion Żelezarnica              |
| Skopje   | Stadion im. Borisa Trajkowskiego |
| Kumanowo | Milano Arena                     |

## Grupa A
| Zespół  | Pkt | M | W | R | P | Br+ | Br- | +/- |
| ------- | --- | - | - | - | - | --- | --- | --- |
| Niemcy  | 9   | 3 | 3 | 0 | 0 | 11  | 3   | +8  |
| Anglia  | 6   | 3 | 2 | 0 | 1 | 6   | 4   | +2  |
| Włochy  | 1   | 3 | 0 | 1 | 2 | 5   | 9   | -4  |
| Szkocja | 1   | 3 | 0 | 1 | 2 | 5   | 11  | -6  |

| 24 maja 2010 13:00 CET | Szkocja · Jennifer Beattie 67' | 1:30:2Raport | Anglia · 20' Toni Duggan · 34' Isobel Christiansen · 72' Laura Coombs | Stadion Żelezarnica, Skopje · Sędzia: Esther Azzopardi · ( Malta) |
|                        |                                |              |                                                                       |                                                                   |

| 24 maja 2010 13:00 CET | Niemcy · Kyra Malinowski 15' · Hasret Kayikci 25' · Marie-Louise Bagehorn 34' · Carolin Simon 47' | 4:13:0Raport | Włochy · 59' Marta Mason | Milano Arena, Kumanowo · Sędzia: Rhona Daly · ( Irlandia) |
|                        |                                                                                                   |              |                          |                                                           |

| 27 maja 2010 17:00 CET | Szkocja · Rebecca Dempster 66' | 1:50:1Raport | Niemcy · 45+2' 69' 90+1' Turid Knaak · Valeria Kleiner 82' (k.) · 90+2' Annika Doppler | Stadion im. Borisa Trajkowskiego, Skopje · Sędzia: Sofia Karagiorgi · ( Cypr) |
|                        |                                |              |                                                                                        |                                                                               |

| 27 maja 2010 17:00 CET | Anglia · Toni Duggan 87' · Lauren Bruton 90+1' | 2:10:1Raport | Włochy · 6' Francesca Vitale | Milano Arena, Kumanowo · Sędzia: Petra Chuda · ( Słowacja) |
|                        |                                                |              |                              |                                                            |

| 30 maja 2010 17:00 CET | Włochy · Barbara Bonansea 17' · Michela Franco 22' · Francesca Vitale 29' | 3:33:1Raport | Szkocja · 20' Sarah Ewens · 64' 73' Rebecca Dempster | Stadion im. Borisa Trajkowskiego, Skopje · Sędzia: Esther Azzopardi · ( Malta) |
|                        |                                                                           |              |                                                      |                                                                                |

| 30 maja 2010 17:00 CET | Anglia · Lauren Bruton 45+1' | 1:2Raport | Niemcy · 12' Annika Doppler · 40' Turid Knaak | Arena Narodowa, Skopje · Sędzia: Katalin Kulcsár · ( Węgry) |
|                        |                              |           |                                               |                                                             |

## Grupa B
| Zespół    | Pkt | M | W | R | P | Br+ | Br- | +/- |
| --------- | --- | - | - | - | - | --- | --- | --- |
| Holandia  | 9   | 3 | 3 | 0 | 0 | 11  | 0   | +11 |
| Francja   | 6   | 3 | 2 | 0 | 1 | 7   | 3   | -4  |
| Hiszpania | 3   | 3 | 1 | 0 | 2 | 6   | 3   | +3  |
| Macedonia | 0   | 3 | 0 | 0 | 3 | 1   | 19  | -18 |

| 24 maja 2010 13:00 CET | Holandia · Merel van Dongen 8' · Lieke Martens 35' | 2:0Raport | Francja | Stadion im. Borisa Trajkowskiego, Skopje · Sędzia: Sofia Karagiorgi · ( Cypr) |
|                        |                                                    |           |         |                                                                               |

| 24 maja 2010 17:00 CET | Macedonia | 0:60:1Raport | Hiszpania · 38' María Galán · 53' Irene del Río · 81' Carolina Férez · 85' Maria Victoria Losada · 87' Ana Buceta · 90+2' Naiara Beristain | Arena Narodowa, Skopje · Sędzia: Karolina Radzik-Johan · ( Polska) |
|                        |           |              | |                                                                    |

| 27 maja 2010 17:00 CET |  | 0:70:4Raport | Holandia · 1' 66' Lieke Martens · 10' 45' Vanity Lewerissa · 23' 56' Kirsten Koopmans · 79' Mauri van de Wetering | Stadion Żelezarnica, Skopje · Sędzia: Rhona Daly · ( Irlandia) |
|                        |  |              | |                                                                |

| 27 maja 2010 17:00 CET | Hiszpania | 0:10:0Raport | Francja · 69' Léa Le Garrec | Arena Narodowa, Skopje · Sędzia: Katalin Kulcsár · ( Węgry) |
|                        |           |              |                             |                                                             |

| 30 maja 2010 17:00 CET | Francja · Marina Makanza 12' 40' · Camille Catala 14' · Amélie Barbetta 15' 88' · Léa Le Garrec 72' | 6:14:0Raport | Macedonia · 66' Nataša Andonova | Milano Arena, Kumanowo · Sędzia: Petra Chuda · ( Słowacja) |
|                        | |              |                                 |                                                            |

| 30 maja 2010 17:00 CET | Hiszpania | 0:2Raport | Holandia · 37' Merel van Dongen · 39' Lieke Martens | Stadion Żelezarnica, Skopje · Sędzia: Karolina Radzik-Johan · ( Polska) |
|                        |           |           |                                                     |                                                                         |

## Półfinały
| 2 czerwca 2010 17:00 CET | Niemcy · Kyra Malinowski 37' | 1:1 pd. k. 3:51:1, 1:1Raport | Francja · 28' Solène Barbance | Milano Arena, Kumanowo · Sędzia: Esther Azzopardi · ( Malta) |
|                          |                              |                              |                               |                                                              |

| 2 czerwca 2010 17:00 CET | Holandia | 0:0 pd. k. 4:50:0, 0:0Raport | Anglia | Arena Narodowa, Skopje · Sędzia: Katalin Kulcsár · ( Węgry) |
|                          |          |                              |        |                                                             |

## Finał
| 5 czerwca 2010 15:00 CET | Francja · Lavaud 29' · Crammer 55' | 2:11:1Raport | Anglia · 25' Holbrook | Arena Narodowa, Skopje · Sędzia: Karolina Radzik-Johan · ( Polska) |
|                          |                                    |              |                       |                                                                    |

## Sztrzelczynie
| 4 gole - Lieke Martens - Turid Knaak 3 gole - Rebecca Dempster 2 gole - Toni Duggan - Lauren Bruton - Léa Le Garrec - Marina Makanza - Amélie Barbetta - Vanity Lewerissa - Kirsten Koopmans - Merel van Dongen - Annika Doppler - Kyra Malinowski - Francesca Vitale | 1 gol - Isobel Christiansen - Laura Coombs - Jessica Holbrook - Camille Catala - Solène Barbance - Rose Lavaud - Pauline Crammer - María Galán - Ana Buceta - Irene del Río - Maria Victoria Losada - Naiara Beristain - Carolina Férez - Mauri van de Wetering - Natasa Andonova - Valeria Kleiner | - Hasret Kayikci - Marie-Louise Bagehorn - Carolin Simon - Jennifer Beattie - Sarah Ewens - Marta Mason - Barbara Bonansea - Michela Franco |